# 野生動物保育法
《野生動物保育法》（簡稱野保法），是中華民國為保育台灣野生動物資源於1989年6月23日訂定的法規。

## 立法過程
1979年，為因應時代環境及動物保護的潮流，中華民國行政院根據國家建設研究會環境小組學者專家的建議，指示內政部研訂《自然生態環境保護法》，並協調納入經濟部正在研擬的「野生動物保育法草案」。
1980年代，臺灣走私及獵捕野生動物猖獗，引起大眾關注，立法有迫切需要。1984年社團法人中華民國自然生態保育協會號召專家草擬《野生動物保育法草案》，次年3月農委會召集有關單位研商修改《狩獵法》，亦決定向行政院建議廢止該法，另訂《野生動物保育法》。1985年7月9日，農委會審查《野生動物保育法草案》
雖然中華民國政府早在1979年即開始研擬《野保法》，但由於法案於1986年一讀後即在立法院擱置3年，審查時間過長引起臺灣野生動物保育界不滿，中華民國野鳥學會遂於1989年4月14日發起遊行，有專家學者、30多個公益團體及200多位保育人士參加。世界野生動物基金會駐日事務局長湯姆．米勒肯（Tom Milliken）在遊行中表示，於1989年3月29日開始實行的中國大陸《中華人民共和國野生動物保護法》，比臺灣的野保法草案罰則更加嚴格，也更有效力。1989年6月9日，立法院院會三讀通過《野生動物保育法》。

## 修法歷程
1994年，美國因臺灣虎骨及犀牛角走私氾濫而援引《華盛頓公約》發動制裁，敦促中華民國政府第1次修正《野保法》並訂定其施行細則。
1996年，英國環境調查委員會發布調查報告，認為臺灣的非法走私情形有所改善，相較於未採取積極措施的日本及中華人民共和國，是制裁有效的案例。